# Волобуєв Михайло Симонович
Волобуєв Михайло Симонович (11 (24) січня 1903, Миколаїв — 20 червня 1972, Ростов-на-Дону) — український економіст 1930-х років. Науковий працівник науково-дослідного інституту ВУАН у Харкові. Автор концепції економічної самодостатності УСРР.
Жертва сталінського терору.

## Коротка біографія
Михайло Волобуєв народився y Миколаєві. Навчався у гімназії, екстерном закінчив економічний відділ Харківського інституту профосвіти.
У 1921—1922 працював заступником завідувача Миколаївського губернського відділу освіти, а в 1922 — Вінницького відділу. З 1923 працював у Харкові у Головполітосвіті, викладав у Харківському фармацевтичному технікумі, Інституті народної освіти, фінансово-економічному технікумі. Згодом став професором політичної економії Харківського механіко-машинобудівного інституту (1930—1933 — завідувач кафедри).
У 1928 в журналі «Більшовик України» (№ 2-3) було вміщено статтю Волобуєва (подану до редакції ще 1927) під назвою «До проблеми української економіки». У статті, що мала дискусійний характер, було окреслено фази розвитку колоніальної політики царату в Україні до жовтневих подій 1917 і спростовано версію про повну єдність дореволюційної російської економіки. На думку Волобуєва, ця економіка була єдиною на антагоністичній імперіалістичній основі, але, з погляду відцентрових сил пригнічених нею колоній, вона являла собою комплекс національних економік. На думку Волобуєва, єдиний господарський комплекс являла собою Україна, що, однак, ігнорували і російські економісти, і московські керівні установи (зокрема Держплан СРСР), які взагалі уникали навіть самої назви «Україна», віддаючи перевагу термінам «Південь», «Південний район», «Південно-Західний», «Південь Європейської Росії», «Південноросійське господарство», вважаючи Україну колонією європейського типу, що увійшла до складу СРСР. Волобуєв заявив, що Україна має всі ознаки колонії Росії і економічно експлуатується нею.
Волобуєв стверджував, що Україна має власні шляхи розвитку і що вона мусить підготуватись до вступу у світове господарство у випадку перемоги революції «не лише в колишній Росії, а по всій земній кулі» як рівноправна частина цього світового комплексу.
7 грудня 1933 Волобуєв був заарештований за обвинуваченням в участі в «українській контрреволюційній організації, що прагнула до збройного повалення Радянської влади». Рішенням суддівської трійки при Колегії ГПУ УСРР від 8 травня 1934 Волобуєв був засуджений до 5 років виправних таборів (вирок замінений на заслання до Казахстану). Після відбуття терміну жив у Краснодарському краї.
Під час війни з нацистською Німеччиною виконував спеціальні завдання радянської розвідки. 1948 переїхав до Ростова-на-Дону, де працював завідувачем кафедри у Ростовському фінансово-економічному інституті. У серпні 1957 офіційно реабілітований, 1961 переїхав до Донецька, де викладав у Донецькому торговельному інституті. В останні роки життя — на викладацькій роботі у Ростові-на-Дону.

## Праці та судження
М.Волобуєв 1928 року виступив зі статтею «До проблеми української економіки», в якій спростовував думку радянських ідеологів про повну єдність дореволюційної російської економіки. Навпаки ж Україна, на переконання М.Волобуєва, являє собою єдиний господарський комплекс й тому вона мусить готуватися до вступу у світове господарство у випадку перемоги світової революції на земній кулі як рівноправна частина цього світового комплексу.
При цьому Волобуєв на конкретних прикладах критикував нераціональне використання центральними плановими установами природних і економічних ресурсів України. Він пропонував підходити до господарства СРСР як до комплексу національних економік, а до кожної національної економіки як до певної цілісності — «потенціальної (колишні азійські колонії) або реальної (Україна, Росія)». Відтак Волобуєв вносив конкретні пропозиції з розширення прав українських економічних центрів, зберігаючи за Держпланом СРСР «загальнодирективні функції», виступав проти вивезення господарських прибутків за межі України, пропонував переглянути плани індустріалізації, відкинувши тенденцію розглядати «руську економіку як пануючу», встановити всеукраїнську систему регулювання притоку робочої сили, стежачи за пропорційним розподілом місць на українських заводах між Україною та Росією, застерегти за Україною право реального контролю за діяльністю тодішніх союзних органів. І хоча Волобуєв підкреслював, що написав статтю не для поглиблення розходжень між Росією і Україною, саме це йому було інкриміновано, а його погляди були кваліфіковані як економічна платформа «націонал-ухильництва» й піддані публічному остракізму. Проти Волобуєва виступили А. Річицький, Є. Гірчак, M. Скрипник та ін. й змусили його каятися.
Відтак М.Волобуєв вносив конкретні пропозиції з розширення прав України. За ці погляди економіст був підданий репресіям радянського тоталітарного режиму. Попри те, що Волобуєв в 1928 у журналі «Більшовик України» надрукував листа, в якому оголосив свою позицію помилковою, а в 1930 вмістив там само «самокритичну» статтю «Проти економічної платформи націоналізму. (До критики волобуївщини)», брутальні звинувачення на його адресу не припинялися.

## Родина
- Виховав доньку Наталію Волобуєву, яка є художницею, автором ікон.